# Фо (Еро)
Фо (фр. Fos) је насеље и општина у јужној Француској у региону Лангдок-Русијон, у департману Еро која припада префектури Безје.
По подацима из 2011. године у општини је живело 122 становника, а густина насељености је износила 18,54 становника/km². Општина се простире на површини од 6,58 km². Налази се на средњој надморској висини од 30 метара (максималној 464 m, а минималној 171 m).

## Демографија
| 1962. | 1968. | 1975. | 1982. | 1990. | 1999. | 2011. |
| ----- | ----- | ----- | ----- | ----- | ----- | ----- |
| 75    | 92    | 69    | 66    | 80    | 96    | 122   |

График промене броја становника у току последњих година